# Марс (морски термин)
Вижте пояснителната страница за други значения на Марс.
Марс – площадка на върха на мачтата, закрепена за лонг-салингите и краспиците.
При ветроходите се използва за подреждането на стенд-вантите и като място за изпълняване на дейности по спускане и събиране на ветрилата. На марсовете на военните кораби като правило има ограда (леер) и по време на бой там се установяват стрелци. С появата на системите за управление на артилерийския огън на марсовете се поставят далекомерите и прожекторните постове.
Боен марс – марс на голям боен кораб, на който се поставят малокалибрени оръдия..